# Джамал ад-Дин Бухари
Джамал ад-Дин Мухаммад ибн Тахир ибн Мухаммад аз-Зайди аль-Бухари (иногда транскрибируется Джамал уд-Дин, Джамал ад-Дин (букв. красота веры) и т.д., китайское имя — 扎馬魯丁, Zhamaluding) — персидский астроном XIII века. Родом из Бухары, он поступил на службу к Хубилай-хану примерно в 1250-х годах, чтобы основать Исламское астрономическое бюро в его новой столице Пекине, которое действовало параллельно с традиционным китайским бюро. Таким образом, Хубилай-хан сохранил бюрократическую структуру, но позволил уважаемым мусульманским учёным проверить китайские наблюдения и предсказания.
Ему приписывают доставку семи астрономических инструментов Хубилай-хану в подарок от Хулагу-хана, включая персидскую астролябию, глобус и армиллярную сферу, в 1267 году. Это самое раннее известное упоминание сферической модели Земли в китайской астрономии.
Его имя связывают с зиджем на персидском языке, который был утерян, но был переведён на китайский язык в 1383 году Ма-шайихеем под названием Huihuilifa (исламский календарь). Он содержал таблицы Птоломея, основанные на новых значениях и скорректированные для Пекина, они были реконструированы в последние годы.
В целом деятельность Исламского астрономического бюро не имела большого значения для китайской астрономии. Однако Го Шоуцзин, очевидно, получил от него идею торкветума и создал упрощённую версию, в которой были опущены эклиптические координаты, которые не использовались в Китае.
В 1286 году он провёл крупномасштабное исследование империи Юань, которое было опубликовано в 755 томах под названием Дайитунчж. Все тома, кроме введения, были утеряны.